# Шаведдінов Руслан Табрізович
Руслан Табрізович Шаведдінов (нар. 22 липня 1996, Лиски, Російська Федерація) — Російський політичний та громадський діяч, співробітник «Фонду боротьби з корупцією». Член Центральної ради політичної партії «Росія майбутнього». Прес-секретар президентської кампанії Олексія Навального «Навальний 2018».

## Життєпис
Руслан Шаведдінов народився 22 липня 1996 року в місті Лиски Воронезької області, Росія . У 2013 році як волонтер приєднався до передвиборчої компанії Олексія Навального на посаду мера Москви. Після цього почав працювати у Фонді боротьби з корупцією.
У 2014 році разом з колегами з ФБК робив розслідування про дачі керівників «Єдиної Росії» В'ячеслава Володіна та Сергія Неверова . Під час зйомок був побитий співробітниками приватного охоронного підприємства .
У грудні 2016 року став прес-секретарем виборчої кампанії кандидата у президенти Олексія Навального . З 2017 до 2018 року вів політичне шоу «Кактус» на каналі " Навальний LIVE ".
У травні 2018 року був обраний до центральної ради партії «Росія майбутнього» .
У листопаді 2019 року разом із Любов'ю Соболь був включений до «чорних списків» Московської міської думи.
У грудні 2019 року його примусово доставили на Нову Землю для проходження військової служби .
Один з провідних YouTube-каналу «Популярна політика».

## Розслідування
У січні 2019 року опублікував розслідування про корупцію олімпійських чемпіонів Олексія Немова та Світлани Хоркіної.
Разом з Георгієм Албуровим та Кірою Ярмиш публікував розслідування про корупцію віце-мера Москви Наталії Сергуніної.
В 2021 перед виборами в державну думу опублікував розслідування про заступника міністра оборони Росії Андрія Картаполова. Раніше соратники Навального стверджували, що саме Картаполов координував викрадення в армію співробітників Фонду боротьби з корупцією Руслана Шаведдінова, Артема Іонова та Івана Коновалова . За це Картаполов був включений Навальним до списку 35, що складаються з чиновників, яких необхідно надати санкціям.
Також у 2021 році Шаведдінов опублікував розслідування про коханок чиновників, які наближені до президента Володимира Путіна .

## Політичні переслідування
У січні 2018 року разом із Кірою Ярмиш був затриманий в аеропорту Шереметьєво та заарештований на 8 діб за трансляцію мітингів страйку виборців на каналі «Навальний LIVE». У травні 2018 року був заарештований на 30 діб за організацію мітингів «Він нам не цар» по всій Росії.
Влітку 2019 року був заарештований на 9 діб за мітинг на захист журналіста Івана Голунова . У липні 2019 року у Шаведдінова пройшли обшуки у справі про перешкоджання роботі виборчкомів . У серпні 2019 року проти Шаведдінова та його колег із ФБК було порушено справу про відмивання грошей та ухилення від податків. В рамках кримінальної справи було заблоковано банківські рахунки .
17 січня 2021 року був затриманий разом з Любов'ю Соболь в аеропорту Внуково, де збирався зустрічати Олексія Навального, який разом з нею повертався з Німеччини .
У вересні 2021 року Слідчий комітет Росії порушив нову кримінальну справу проти соратників Навального, включаючи самого Шаведдінова . У січні 2022 року Росфінмоніторинг включив Руслана Шаведдінова до переліку екстремістів та терористів . 15 квітня 2022 року Руслана Шаведдінова оголосили у федеральний розшук .
22 липня 2022 року Мін'юст РФ вніс Шаведдінова до списку фізичних осіб — «іноземних агентів» .

## Служба на Новій Землі
23 грудня 2019 року московську квартиру Руслана Шаведдінова знеструмили . Водночас мобільний оператор Yota відключив йому мобільний зв'язок . Пізніше з'ясувалося, що про будь-які дії за номером Шаведдінова було наказано повідомляти PR-відділ оператора, сам факт відключення зв'язку оператором на запит силових структур було розцінено Олексієм Навальним як допомогу в викраденні соратника . Двері квартири Шаведдінова випилили під приводом обшуку, потім доставили і допитали у Слідчому комітеті і незабаром під конвоєм відвезли спецрейсом на Нову Землю — на службу до 33 зенітно-ракетного полку .
Спочатку з Шаведдіновим не вдавалося зв'язатися, про його місцезнаходження не було офіційної інформації. Коли з'ясувалося, що Руслана відправлено на службу до ЗС Росії, його соратники повідомили, що заклик незаконний, оскільки на момент відправки він ще судився із призовною комісією .
На Новій Землі політик був практично ізольований від інших військовослужбовців і позбавлений будь-якого зв'язку із зовнішнім світом: стільникового зв'язку в його військовій частині не було, листи доходили вкрай рідко . Сослуживців Шаведдінова карали за спілкування з ним, спочатку кожен його крок фіксувався на камеру . Ближче до літа його було переведено на службу до «Бочки» — радіотехнічний пост № 3 у формі бочки поряд з ядерним полігоном за 195 км від селища Рогачове, дістатися якого можна було лише на вертольоті .
У зв'язку з резонансом історії про викрадення співробітника Фонду боротьби з корупцією для відбування служби на Новій землі, місцевий портал 29. RU включив Руслана Шаведдінова в «Топ-10 чоловіків Помор'я, що обговорюються, в 2020 році» .

## Особисте життя
Станом на 2020 рік перебував у стосунках із прес-секретарем Олексія Навального — Кірою Ярмиш .